# Совхозне підземне сховище газу
Совхозне підземне сховище газу – об’єкт нафтогазової інфраструктури, майданчик якого знаходиться в Оренбурзькій області Росії.
Сховище створили на основі виснаженого газового родовища, під час розробки якого у 1968 – 1974 роках вилучили 10,4 млрд м3 газу (та 356 тисяч тон конденсату). Пробне закачування ресурсу до сховища у безкомпресорному варіанті почалось в 1974-му, а в 1976-му на родовищі стала до алду перша компресорна станція.
Зберігання газу відбувається у вапняках рифового походження сакмарського та артинського ярусів (нижня перм), а покрівлею виступають ангідрито-доломітові та ангідрито-соляні відклади кунгурського ярусу (також нижня перм), що утворюють соляний купол. Зазначені вапняки утворюють два куполи – північний (основний) та південно-східний, при цьому газонафтовий контакт із розташованої під газонасиченою зоною в’язкою нафтою знаходиться на глибинах 1625 та 1610 метрів (для північного та південно-східного куполів відповідно).
На момент створення сховища проектна активна ємність сховища мала скласти 2,7 млрд м3 при загальному об’ємі газу у пласті 7,1 млрд м3, а максимальний добовий відбір планували на рівні 31 млн м3. В подальшому сховище пройшло через кілька етапів розширення і станом на 2007 рік проектні показники досягнули 7 млрд м3 активного об’єму при загальному об’ємі газу у пласті 9,9 млрд м3 та 70 млн м3 максимального добового відбору (при максимальному добовому рівні закачування 50 млн м3). В 2006-му фактичний загальний об’єм газу у пласті досягнув 9,1 млрд м3.
На кінець 2006-го фонд свердловин ПСГ становив 151, з яких 92 відносились до експлуатаційних.
Сховище сполучене з газотранспортною системою трубопроводами Совхозне – Оренбург та Совхозне – Канчурінське.